# Cyclopogon variegatus
Cyclopogon variegatus är en orkidéart som beskrevs av João Barbosa Rodrigues. Cyclopogon variegatus ingår i släktet Cyclopogon, och familjen orkidéer. Inga underarter finns listade i Catalogue of Life.

## Bildgalleri

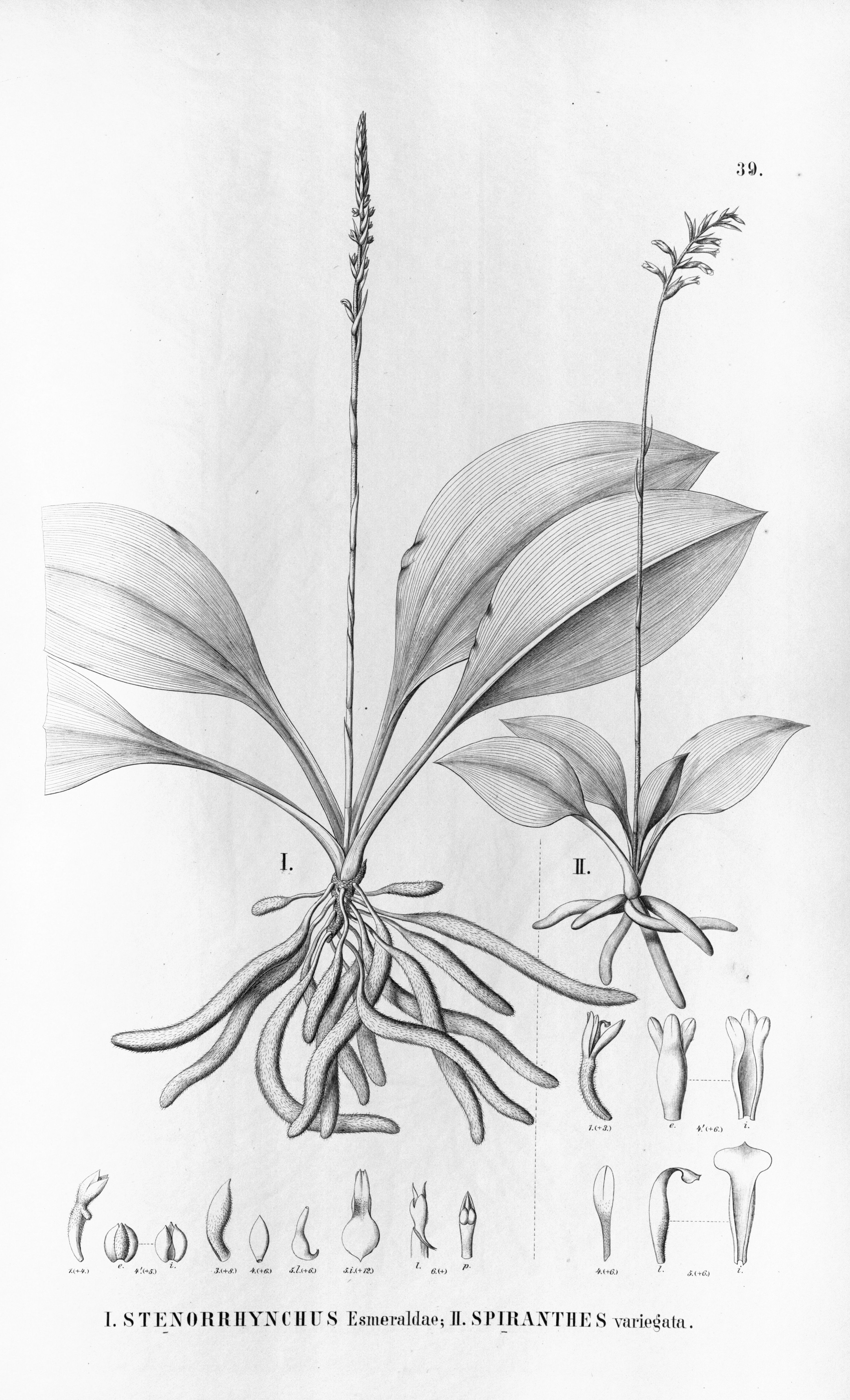